# Dziedzickia peckorum
Dziedzickia peckorum är en tvåvingeart som beskrevs av Loïc Matile 1992. Dziedzickia peckorum ingår i släktet Dziedzickia och familjen svampmyggor. Inga underarter finns listade i Catalogue of Life.